# Страхилово
Страхи́лово (болг. Страхилово) — село у Великотирновській області Болгарії. Входить до складу общини Польський Тримбеш.

## Населення
За даними перепису населення 2011 року у селі проживали 920 осіб.
Національний склад населення села:
| Національність   | Кількість осіб | Відсоток |
| ---------------- | -------------- | -------- |
| болгари          | 815            | 90,1%    |
| цигани           | 37             | 4,1%     |
| не визначились   | 50             | 5,5%     |
| Всього відповіли | 905            |          |

Розподіл населення за віком у 2011 році:
Динаміка населення: